# Ételfay
Ételfay – miejscowość i gmina we Francji, w regionie Hauts-de-France, w departamencie Somma.
Według danych na rok 1990 gminę zamieszkiwały 362 osoby, a gęstość zaludnienia wynosiła 45 osób/km² (wśród 2293 gmin Pikardii Ételfay plasuje się na 640. miejscu pod względem liczby ludności, natomiast pod względem powierzchni na miejscu 602.).